# Pero bicolor
Pero bicolor är en fjärilsart som beskrevs av W. Warren 1895. Pero bicolor ingår i släktet Pero och familjen mätare. Inga underarter finns listade i Catalogue of Life.